# The Shangri-Las
The Shangri-Las byla americká dívčí hudební skupina, která byla na vrcholu slávy jen krátce, ale představovala důležitý spojovací článek mezi klasickým rock'n'rollem a posluchačsky náročnějším beatem. Jejich nejslavnější písní je Leader of the Pack (Vůdce smečky), příběh o smrti motorkáře, nápaditě využívající recitativy i autentický zvuk motocyklu. Píseň, kterou složili Shadow Morton a Jeff Barry, vedla v listopadu 1964 americkou hitparádu.

## Historie
Kapelu založily roku 1963 v Queensu dvě sesterské dvojice: Mary Weissová (nar. 28. prosince 1948) a Elisabeth "Betty" Weissová (nar. 1946) a jednovaječná dvojčata Marguerite "Marge" Ganserová (4. února 1947 - 28. července 1996) a Mary Ann Ganserová (4. února 1947 - 14. března 1970). Pojmenovaly ji po oblíbené místní restauraci.
Na rozdíl od přeslazené stylizace ostatních dívčích skupin té doby, jako The Ronettes nebo The Shirelles, vystupovaly Shangri-Las jako holky z ulice, které se s ničím moc nepářou. Členky skupiny byly několikrát trestány za nedovolené ozbrojování. BBC zakázala jejich písně vysílat pro údajnou morbiditu a oslavu násilí. Archivováno 22. 6. 2015 na Wayback Machine.
Největší singlové hity byly Remember (Walkin' in the Sand), Give Him a Great Big Kiss, I Can Never Go Home Anymore, Long Live Our Love a Past, Present And Future. Skupina vydala dvě studiová alba, Leader of the Pack a The Shangri-Las-65!. V roce 1966 zkrachovala jejich vydavatelská firma Red Bird. The Shangri-Las přešly ke značce Mercury Records, ale vkus posluchačů už byl jinde, navíc rostly rozepře uvnitř kapely, která se v roce 1968 rozešla definitivně.
Od sedmdesátých let se k inspiraci The Shangri-Las hlásí mnozí punkoví a metaloví hudebníci. Písně této kapely převzali např. Twisted Sister, Blondie nebo HIM.
Rovněž britská zpěvačka Amy Winehouse uvedla, že jí byly písně The Shangri-Las inspirací. Během živých vystoupení občas do svého hitu Back to Black včlenila motiv z písně Remember (Walkin' in the Sand).

## Zajímavost
Jako doprovodní muzikanti pro Shangri-Las začínali kariéru Billy Joel a Iggy Pop.

## Diskografie
- 1965: Leader of the Pack (U.S. #109)
- 1965: Shangri-Las-65!, ve stejný rok znovu vydáno pod novým názvem I Can Never Go Home Anymore.